# Літтл Гадсон
Літтл Гадсон (англ. Little Hudson, справжнє ім'я Гадсон Шауер, англ. Hudson Shower; нар. 6 вересня 1919, Ангілла, Міссісіпі — 22 березня 2009, Чикаго, Іллінойс) — американський блюзовий співак і гітарист.

## Біографія
Гадсон Шауер народився 6 вересня 1919 року в Ангіллі (округ Шаркі), штат Міссісіпі. Син Елайджи і Белл Шауер. Виріс у музичній сім'ї. У віці 12 чи 13 років переїхав в Луїз (Міссісіпі). 1939 року переїхав до Чикаго, де почав виступати у різних клубах з Лі Брауном, Бебі Фейс Лероєм, Біг Біллом Брунзі і Біг Масео. Біг Білл запросив його 1946 року до свого гурту. Пізніше Гадсон грав з такими музикантами як Тампа Ред, Сонні Бой Вільямсон і Лейзі Білл.
1951 року організував власний гурт Red Devils Trio (до яйого увійшли піаніст Лейзі Білл і ударник Джеймс Бенністер). 31 січня 1953 року разом зі своїм тріо записав «Rough Treatment»/«Lookin' For a Woman» на лейблі J.O.B. На тій ж сесії були також записані пісні «Things Going So Tough With Me», «Don't Hang Around» і «Shake It Baby», однак J.O.B. їх не випустив (пізніше перевидані на Flyright 1981 року). 1964 року завершив музичну кар'єру.
Помер 22 березня 2009 року у віці 89 років в Чикаго, штат Іллінойс.

## Дискографія

### Збірки
- John Brim And Little Hudson (P-Vine, 1980)
- Classic Early 1950's Chicago Blues (Flyright, 1981; спільно з Джоном Брімом)

### Сингли
- «Rough Treatment»/«Lookin' For a Woman» (J.O.B., 1953/1957)